# Maimetsha arctica
Maimetsha arctica (лат.) — ископаемый вид наездников, единственный в составе рода Maimetsha из семейства Maimetshidae.

## Описание
Ископаемые наездники из инклюзов таймырского янтаря (сантон, Россия).
Длина тела 2,2 мм; переднее крыло 1,7 мм; антенны 1,6—1,7 мм. Усики состоят из 16 члеников, максиллярные щупики 5-члениковые, лабиальные — 3-члениковые.

## Систематика
Maimetsha arctica был впервые описан в 1975 году в качестве типового вида рода Maimetsha, а он — в качестве типового рода семейства Maimetshidae. Род назван по реке Маймече. Энтомолог С. Шоу в своей ревизии (Shaw, 1990) включил этот род и семейство Maimetshidae в состав семейства Megalyridae. В 2009 году, после открытия нескольких новых ископаемых родов, статус отдельного семейства был восстановлен.